# Аманда-Парк (Вашингтон)
Аманда-Парк (англ. Amanda Park) — переписна місцевість (CDP) в США, в окрузі Ґрейс-Гарбор штату Вашингтон. Населення — 162 особи (2020).

## Географія
Аманда-Парк розташована за координатами 47°26′49″ пн. ш. 123°55′32″ зх. д. / 47.44694° пн. ш. 123.92556° зх. д. (47.446880, -123.925674).  За даними Бюро перепису населення США в 2010 році переписна місцевість мала площу 22,01 км², з яких 21,29 км² — суходіл та 0,71 км² — водойми.

### Клімат
| Клімат : Аманда-Парк    | Клімат : Аманда-Парк | Клімат : Аманда-Парк | Клімат : Аманда-Парк | Клімат : Аманда-Парк | Клімат : Аманда-Парк | Клімат : Аманда-Парк | Клімат : Аманда-Парк | Клімат : Аманда-Парк | Клімат : Аманда-Парк | Клімат : Аманда-Парк | Клімат : Аманда-Парк | Клімат : Аманда-Парк | Клімат : Аманда-Парк |
| Показник                | Січ.                 | Лют.                 | Бер.                 | Квіт.                | Трав.                | Черв.                | Лип.                 | Серп.                | Вер.                 | Жовт.                | Лист.                | Груд.                | Рік                  |
| Абсолютний максимум, °C | 17,2                 | 21,1                 | 23,3                 | 25,6                 | 35,0                 | 33,9                 | 38,9                 | 37,2                 | 33,9                 | 26,7                 | 21,1                 | 18,3                 | 38,9                 |
| Середній максимум, °C   | 7,7                  | 10,3                 | 10,8                 | 14,5                 | 18,2                 | 21,7                 | 25,4                 | 23,6                 | 21,5                 | 16,0                 | 10,1                 | 8,5                  | 15,7                 |
| Середній мінімум, °C    | 1,4                  | 3,1                  | 1,9                  | 4,1                  | 6,0                  | 8,5                  | 9,6                  | 9,9                  | 8,9                  | 6,4                  | 2,8                  | 2,3                  | 5,4                  |
| Абсолютний мінімум, °C  | −10                  | −6,1                 | −4,4                 | −1,1                 | 0,6                  | 2,8                  | 3,3                  | 5,0                  | 1,7                  | −1,1                 | −5,6                 | −4,4                 | −10                  |
| Норма опадів, мм        | 463                  | 417                  | 307                  | 294                  | 161                  | 85                   | 21                   | 86                   | 144                  | 309                  | 510                  | 488                  | 3284                 |
| Днів з опадами          | 19                   | 21                   | 22                   | 19                   | 15                   | 10                   | 5                    | 9                    | 10                   | 16                   | 18                   | 22                   | 186,0                |
| ----------------------- | -------------------- | -------------------- | -------------------- | -------------------- | -------------------- | -------------------- | -------------------- | -------------------- | -------------------- | -------------------- | -------------------- | -------------------- | -------------------- |
| Джерело:                |                      |                      |                      |                      |                      |                      |                      |                      |                      |                      |                      |                      |                      |

## Демографія
Згідно з переписом 2010 року, у переписній місцевості мешкали 252 особи в 90 домогосподарствах у складі 60 родин. Густота населення становила 11 особа/км².  Було 109 помешкань (5/км²).
Расовий склад населення:
| - 67,9 % — білих - 19,8 % — корінних американців - 2,0 % — азіатів - 5,2 % — осіб інших рас |

До двох чи більше рас належало 5,2 %. Частка іспаномовних становила 31,3 % від усіх жителів.
За віковим діапазоном населення розподілялося таким чином: 29,4 % — особи молодші 18 років, 64,6 % — особи у віці 18—64 років, 6,0 % — особи у віці 65 років та старші. Медіана віку мешканця становила 30,5 року. На 100 осіб жіночої статі у переписній місцевості припадало 123,0 чоловіків;  на 100 жінок у віці від 18 років та старших — 147,2 чоловіків також старших 18 років.
Середній дохід на одне домашнє господарство  становив 41 137 доларів США (медіана — 28 438), а середній дохід на одну сім'ю — 56 077 доларів (медіана — 40 250). За межею бідності перебувало 27,9 % осіб, у тому числі 11,1 % дітей у віці до 18 років та 42,1 % осіб у віці 65 років та старших.
Цивільне працевлаштоване населення становило 54 особи. Основні галузі зайнятості: освіта, охорона здоров'я та соціальна допомога — 20,4 %, мистецтво, розваги та відпочинок — 16,7 %, виробництво — 14,8 %, науковці, спеціалісти, менеджери — 13,0 %.